# Colegiul Național „Dragoș Vodă” din Sighetu Marmației
Colegiul Național  „Dragoș Vodă” din Sighetu Marmației, inițial liceu piarist, este o instituție de învățământ preuniversitar din Sighetu Marmației. Clădirea liceului fiind construită între anii 1911-1912, este clasificată în lista monumentelor istorice.

## Istoric
Mănăstirea Piariștilor din Sighetu Marmației a deschis primul gimnaziu în anul 1721, acreditat ca gimnaziu regal în data de 5 octombrie 1737. Ordinul Piarist a construit între anii 1911-1912 actuala clădire, situată în capătul parcului bisericii romano-catolice, la intersecția străzilor Jókai Mór și Școlii. În anul 1920 guvernul condus de Alexandru Averescu a desființat Liceul Piarist, iar în clădire a instalat Liceul „Dragoș Vodă”.
Începând cu 19 noiembrie 1944 liceul a fost unit cu liceul de fete „Domnița Ileana” și a funcționat ca liceu mixt. Din anul 1950 titulatura instituției a fost Liceul Mixt „Filimon Sârbu”.
În anul școlar 1960/1961 Liceul Mixt „Filimon Sârbu” a fost unit cu Școala Medie Nr. 3 (Liceul Maghiar) și cu Școala Medie Nr. 4 (Liceul Ucrainean), devenind Școala Medie Nr. 1 „Filimon Sârbu”, cu predare în română, maghiară și ucraineană.
În anii 1970 liceul a revenit la titulatura interbelică. După 1990 secția ucraineană a devenit liceu de sine stătător (Liceul Taras Șevcenko din Sighet).

## Elevi
- Simon Hollósy (1857-1918), pictor
- Laurențiu Bran (1865-1942), preot, primul traducător român al poeziilor lui Mihai Eminescu
- Mihai Pop (1907-2000), etnolog
- Teodor Oniga (n. 1917), inginer, inițiatorul școlii de cibernetică din Brazilia
- István Bocskay (1928-2021), medic stomatolog, decan al Facultății de Medicină Dentară din cadrul UMF Târgu Mureș
- Alexandru Ivasiuc (1933-1977), scriitor
- György Jakubinyi (n. 1946), arhiepiscop

## Imagini

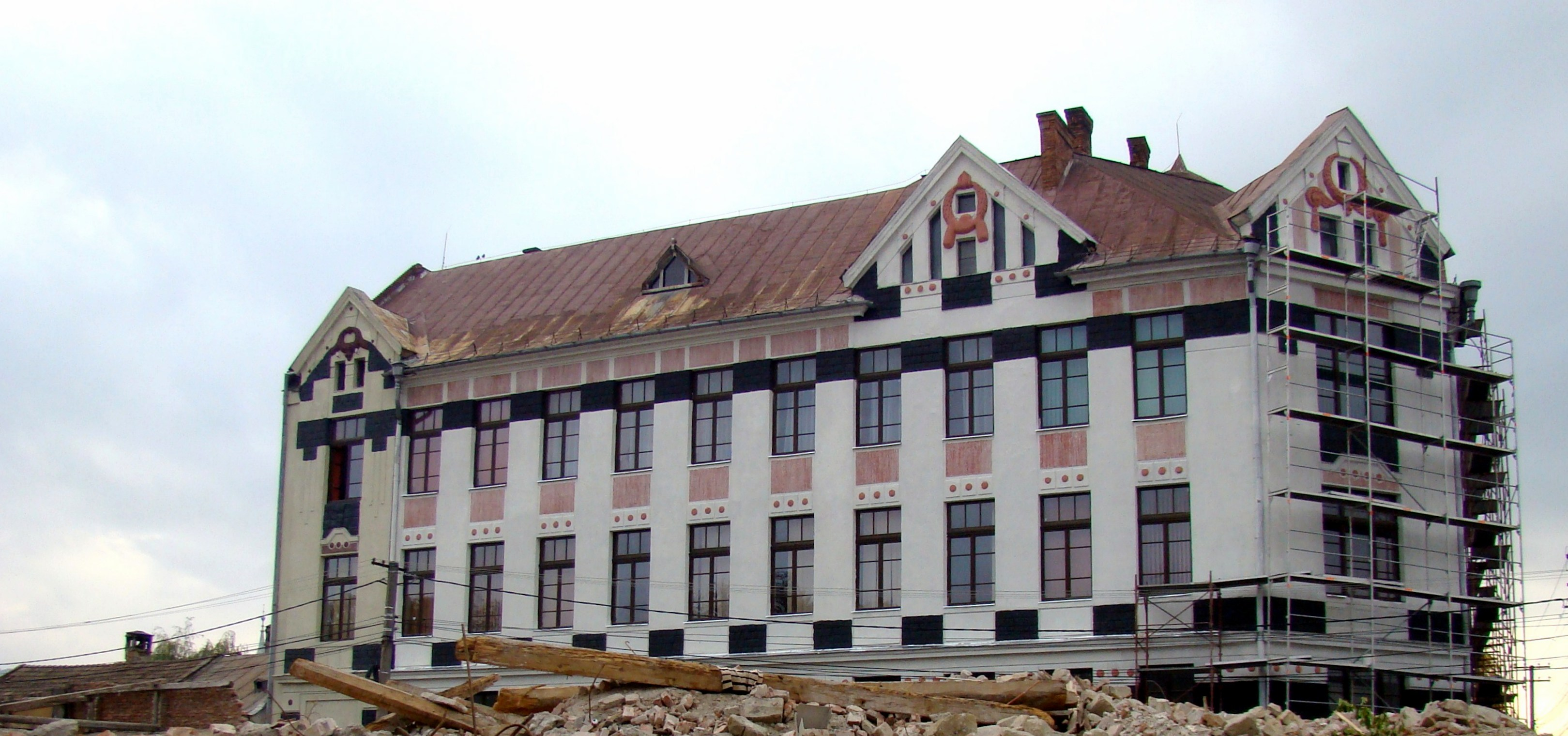
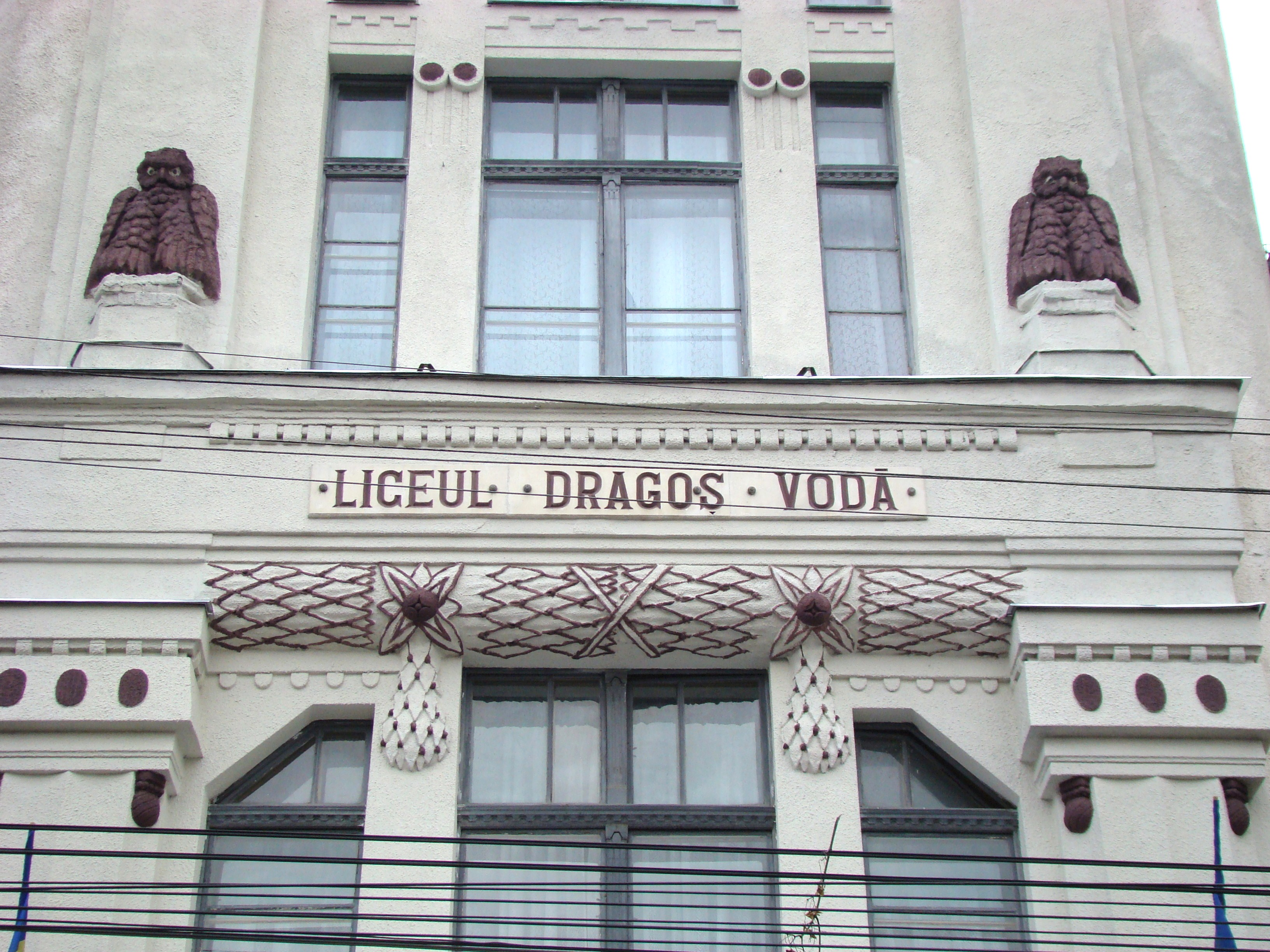
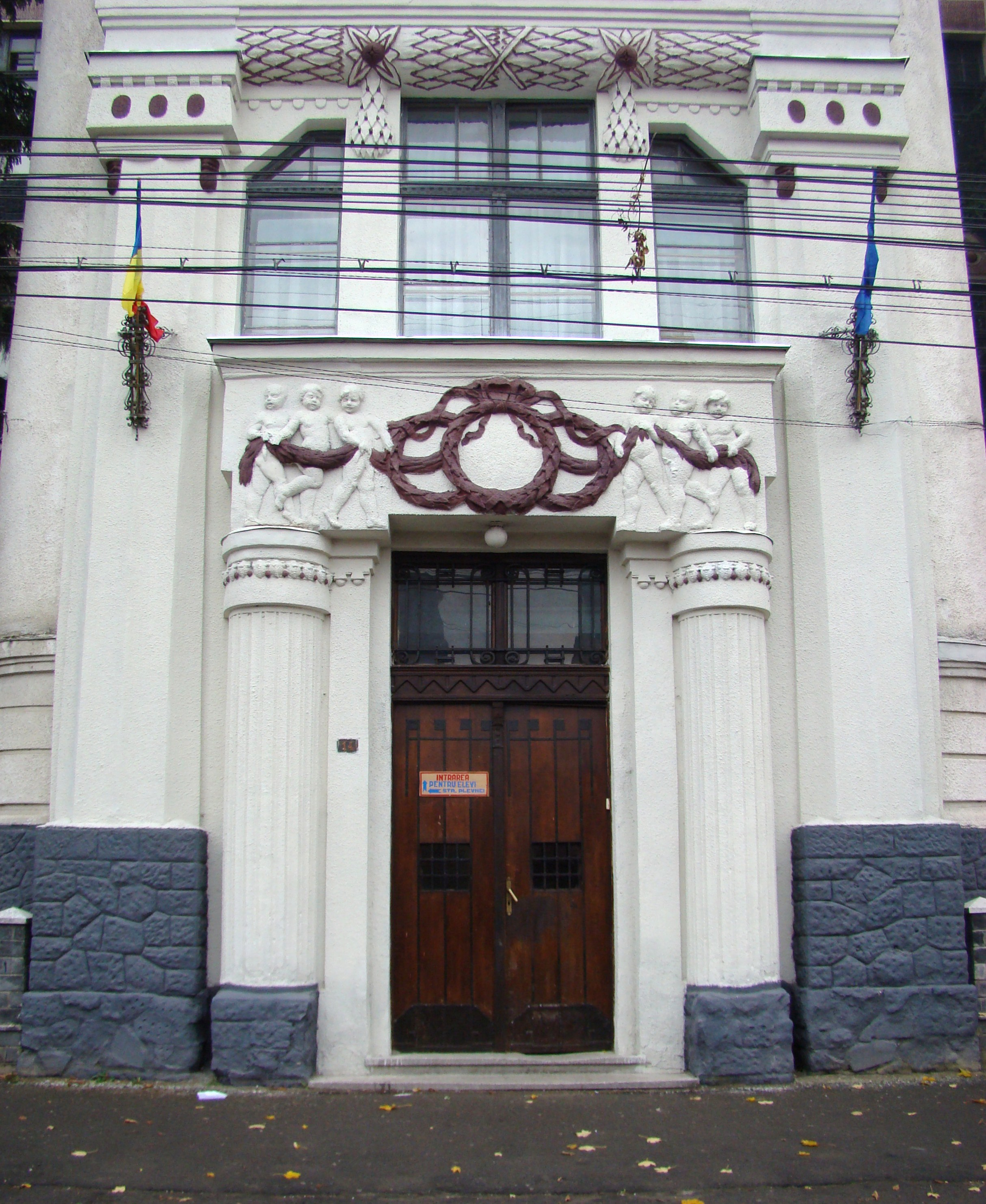
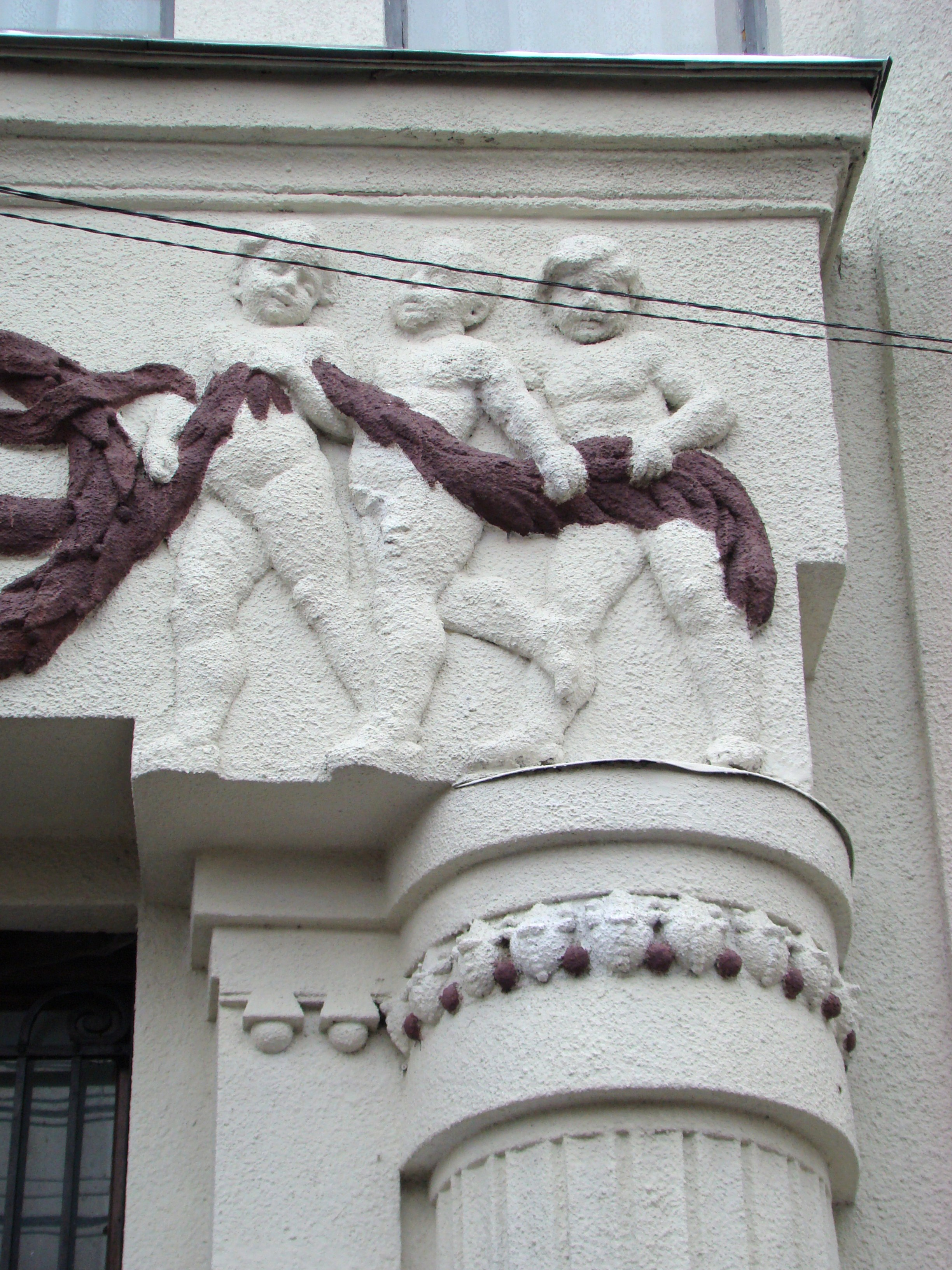
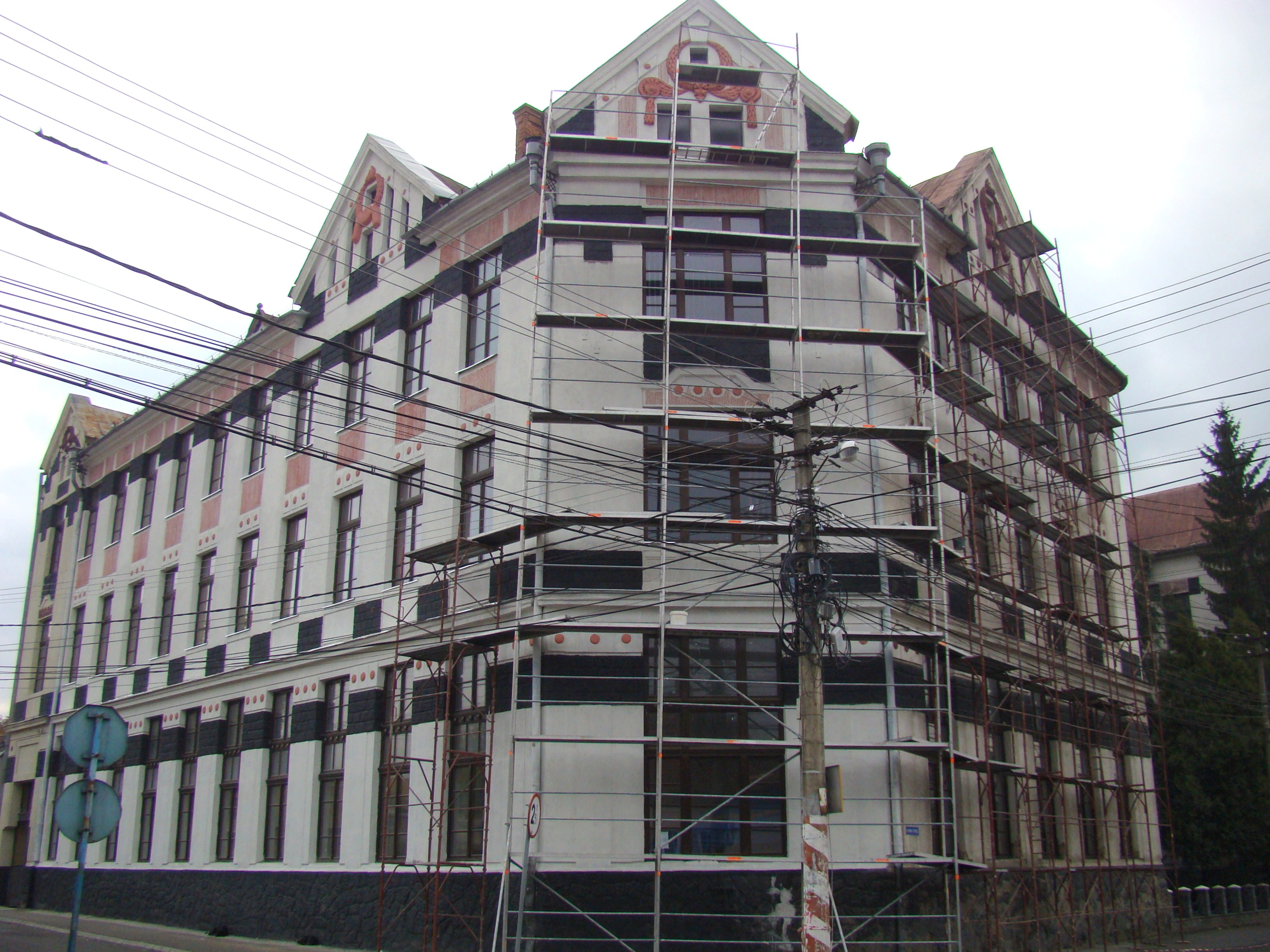
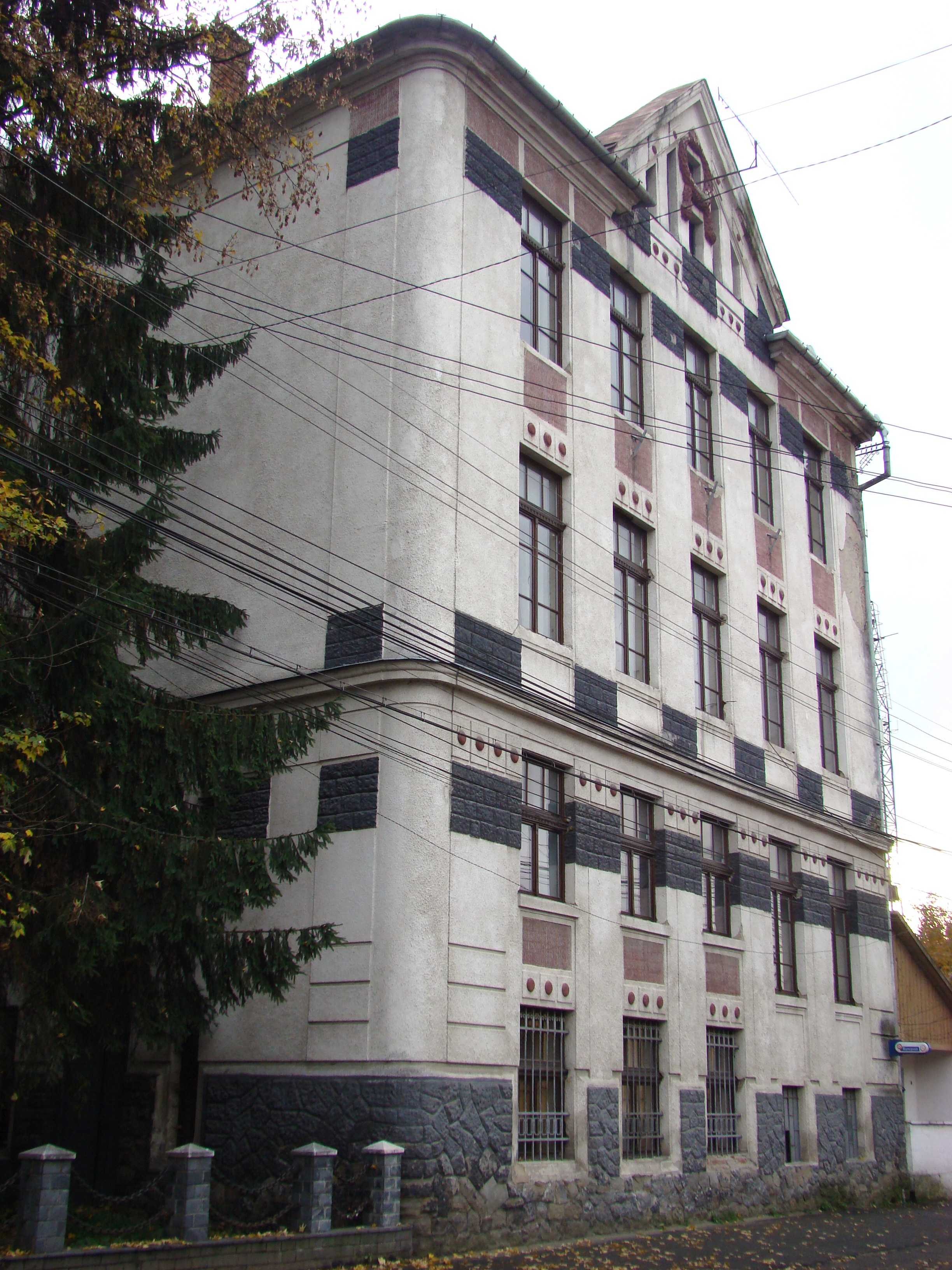